# Kapela Korenička
Kapela Korenička is een plaats in de gemeente Plitvička Jezera in de Kroatische provincie Lika-Senj. De plaats telt 5 inwoners (2001).